# Giovanna, la nonna del Corsaro Nero
Giovanna, la nonna del Corsaro Nero è stata una rivista musicale per ragazzi prodotta e trasmessa dalla Rai dal 1961 al 1966 in 3 edizioni. 
Alla prima serie ne seguirono altre due, Le nuove avventure di Giovanna, la nonna del Corsaro Nero nel 1962, e Giovanna alla riscossa nel 1966: le prime due stagioni, composte da otto episodi ciascuna, andarono in onda la domenica pomeriggio, la terza - di sei puntate - il sabato, sempre all'interno della tv dei ragazzi sul Programma Nazionale.
Scritto da Vittorio Metz e diretto da Alda Grimaldi, era incentrato sul personaggio di Giovanna, « la nonna-sprint più forte di un bicchiere di gin », interpretata da Anna Campori, e liberamente ispirato alle vicende dei corsari narrate nei romanzi di avventura di Emilio Salgari. Il personaggio della protagonista, ideato da Metz, appare per la prima volta sul settimanale umoristico Marc'Aurelio nel 1935; rivisto ed adattato per la tv dei ragazzi, fu poi stampato in volume nel 1962.
La nonna era capo di una ciurma di bizzarri personaggi, tra cui il distinto maggiordomo Battista (Giulio Marchetti) e il goffo nostromo Nicolino (Pietro De Vico). Loro eterno antagonista era il comandante degli spagnoli, il capitano Squacqueras (Mario Bardella), destinato ad inevitabili e spesso ingloriose sconfitte contro la battagliera nonna.
Fra gli altri interpreti, nelle tre serie, attori come Paolo Bonacelli, Ugo Bologna, Giuliana Calandra, Armando Francioli, Alvaro Alvisi, Franco Alpestre, Enrico Luzi e Lucio Flauto.
Veniva realizzato e trasmesso dagli studi Rai di Torino: in diretta, come la gran parte dei programmi televisivi in quegli anni, quando non c'era ancora la prassi di registrare una copia.
Quindi il programma non esiste nell'archivio della Rai: le uniche immagini non fotografiche sono un filmato muto in 8 millimetri, cioè una pellicola amatoriale, girato da un collega di Anna Campori, la quale l'ha poi donato alle Teche Rai sul cui sito è ora visionabile.
Dura oltre 16 minuti ed è stato girato nell'autunno 1962, all'inizio della seconda serie, durante le prove e la trasmissione di alcuni episodi: nonostante la qualità non professionale delle riprese, permette di vedere al lavoro gli attori, i tecnici e la regista, ed essendo a colori consente anche di ammirare gli sgargianti colori di costumi e scene, che i telespettatori invece videro solo in bianco e nero. 
Presentato in alcune trasmissioni di Pippo Baudo come l'unico documento rimasto del programma, è un filmato dal valore assoluto, ben oltre l'occasione in sé, perché mostra eccezionalmente il “dietro le quinte” di una produzione RAI in quei primi anni della tv italiana: la sala trucco, il reparto costumi, le poche e ingombranti telecamere, i cameramen in camice bianco, il “rullo” per i titoli di testa e di coda (azionato a mano, con le scritte su sfondo nero per essere usate in sovrimpressione, sulle immagini del programma).
Carlo Molfese realizzò per la RCA la versione discografica di Giovanna la nonna del Corsaro Nero, testi di Vittorio Metz e arrangiamenti musicali di Robby Poitevin, con Anna Campori, Pietro De Vico, Giulio Marchetti, Franco Latini e Renato Izzo.
Nel dicembre del 2015 la ERI ha pubblicato un libro (Un doppio hurrà per nonna sprint) di Barbara Scaramucci e Stefano Nespolesi dedicato al programma, con fotografie di scena, bozzetti dei costumi e i copioni della trasmissione: « Il volume, una vera esegesi storiografica della trasmissione, vuole essere un tributo a chi l’ha realizzata ma anche una sorta di risarcimento verso i telespettatori della Rai che non l’hanno dimenticata. »

## Episodi
Prima stagione. Giovanna, la nonna del Corsaro Nero
- Una vecchia di ferro, trasmesso domenica 19 novembre 1961
- La regina dei Caraibi, trasmesso il 26 novembre 1961
- Il tesoro degli Incas, trasmesso il 3 dicembre 1961
- Alla riconquista di un trono, trasmesso il 10 dicembre 1961
- La nonna alla riscossa, trasmesso il 17 dicembre 1961
- La città d’oro, trasmesso eccezionalmente sabato 23 dicembre 1961
- Il vascello fantasma, trasmesso il 31 dicembre 1961
- Un grande hurrà!, trasmesso il 7 gennaio 1962

Seconda stagione. Le nuove avventure di Giovanna, la nonna del Corsaro Nero
- La Maschera di Ferro, trasmesso domenica 28 ottobre 1962
- Giovanna contro i tre moschettieri, trasmesso il 4 novembre 1962
- Giovanna e il naso di Cyrano, trasmesso l’11 novembre 1962
- Giovanna in Scozia, trasmesso il 18 novembre 1962
- L’ultimo Robin Hood, trasmesso il 25 novembre 1962
- Il tradimento di Nicolino, trasmesso il 2 dicembre 1962
- Nel covo dei Barbareschi, trasmesso il 9 dicembre 1962
- I misteri della Bastiglia, trasmesso il 16 dicembre 1962

Terza stagione. Giovanna alla riscossa
- Nicolino torero, trasmesso sabato 22 ottobre 1966
- I predoni del deserto, trasmesso il 29 ottobre 1966
- Giovanna e la regina di Atlantide, trasmesso il 5 novembre 1966
- Treville e Cyrano contro i tre corsari, trasmesso il 12 novembre 1966
- Giovanna contro i Thugs, trasmesso il 19 novembre 1966
- Giovanna nel Cipango, trasmesso il 26 novembre 1966